# Tirso
Pour les articles homonymes, voir Tirso (dessinateur), Santo Tirso et Ula Tirso.
Le Tirso est le fleuve le plus long de Sardaigne et se jette dans la Mer de Sardaigne dans le golfe d'Oristano.

## Géographie
Il prend sa source sur le plateau de Buddusò, dans la province de Sassari, sur les pentes de la punta Pianedda à une altitude de 985 m. Il traverse l'île d'est en ouest et après un parcours de 152 km il se jette dans le golfe d'Oristano.
Des digues barrent son parcours : Sos Canales quelques kilomètres en aval des sources,  lac Omodeo  formé en 1924 par la digue de Santa Chiara et maintenant submergé à la suite de la construction de la nouvelle digue de Sa Cantonera, digue de Santa Vittoria entre Zerfaliu et Ollastra dans la province d'Oristano. Avant la construction de ces digues et avant les travaux de confinement dans la plaine de Oristano, le Tirso était enclin à des fréquentes crues ravageuses et débordantes, surtout au printemps.

## Affluents

### Affluents de la rive droite
- le riu Tortu, naît dans le Goceano, près de Bultei.
- le rio de Bolótana naît dans la chaîne du Marghine, au nord de Bolotana.
- le rio Murtatzolu, grossi par les rii Bidiene et Cannigone ou Canales qui naissent aux monts du Marghine, se jette dans le Tirso dans la plaine de Ottana, avant le lac Omodeo.
- le rio Mérchis naît en aval du Mont Ferru, reçoit par la droite le T. Bonórchis et se jette dans le Lac Omodeo entre Ghilarza et Sedilo.
- le rio de San Leonardo naît au Mont Ferru, en arrivant au plateau de l'Abbasanta il change de nom et devient rio Pitziu et se jette dans le Tirso en aval de Fordongianus.

### Affluents de la rive gauche

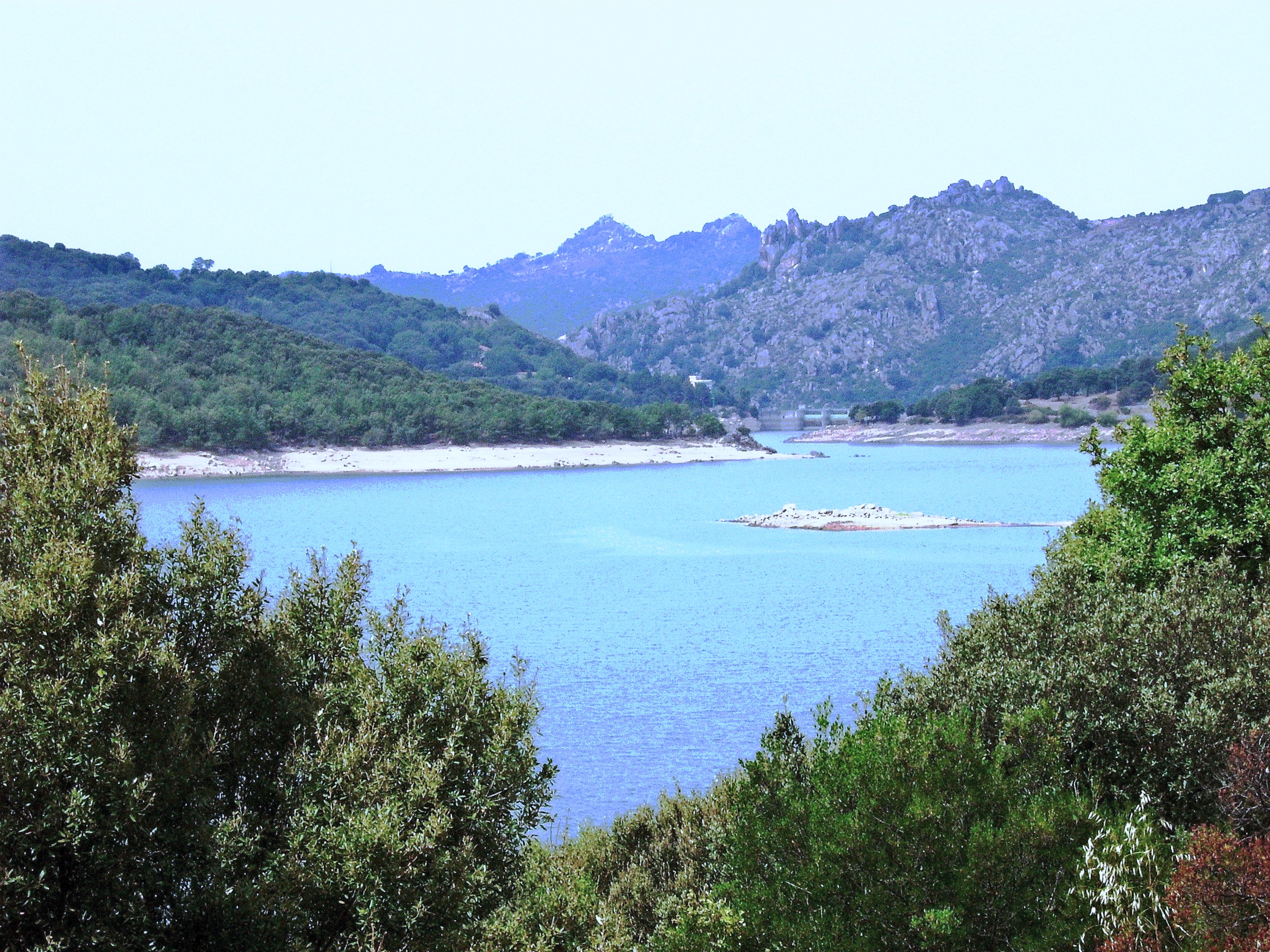
Lago di Gusana - La rivière Taloro, avant de se jeter dans le Tirso forme le lac de Gusana dans le territoire de Gavoi.

- le rio de Molò naît au plateau de Bitti et se jette dans le Tirso en aval de Osidda.
- le rio Mannu prend sa source dans les monts entre Bitti et Orune sur le territoire de la commune de Orune. Il reçoit par la droite le rio Minore qui naît sous la Punta Comoretta à une altitude de 857 m  à l'ouest de Bitti et se jette dans le Tirso près des sources thermales de San Saturnino.

Les affluents du rio « Mannu » naissant sur le territoire de Orune sont le rio Morteddu, le rio Cerchidore, le rio ‘e su Fasolu et le rio Barau se jetant sur sa rive gauche ainsi que le rio Malangheru, le rio Busceddu, le rio Basilacche, le rio Trainu su Chercu, le rio sa Iacarva, le rio su Curdureio, le rio Ozastru et le rio Galile se jetant sur sa rive droite.
- le rio Liscoi dont les sources se situent dans les territoires de Oniferi, Orani et Nuoro.
- le rio 'e Binzas se forme dans le territoire de Ollolai et se jette dans le Tirso près de Ottana;
- la rivière Taloro est le plus important des affluents du Tirso. Celui-ci grossi par ses affluents et avant de se jeter dans le lac Omodeo forme les lacs artificiels de Olai, sur le rio Olai, dans le territoire d'Orgosolo; Govossai, sur le rio homonyme; Gùsana près de Gavoi; Torrei sur le rio homonyme, au nord de Tonara; Cucchinadorza et enfin Benzone.

Ces lacs sont tous exploités à des fins civiles pour les zones limitrophes et pour l'irrigation. Seuls les lacs de Gusana, Cucchinadorza et Benzone sont exploités aussi pour l'énergie hydro-électrique.
- le rio Mannu (un autre) ou Aràxisi est le deuxième par son importance parmi les affluents du Tirso. Ses sources se situent au Mandrolisai, à la Barbagia di Belvì et au Gennargentu au nord et à l'est, tandis qu’au sud il draine le territoire du Sarcidano, Arborea et Giare, par l'intermédiaire des cours des rii Imbessu, Flumini et Bidissariu. Ses eaux se jettent dans le Tirso quelques kilomètres en aval de la nouvelle digue qu’a amplifié le lac Omedeo.
- le rio Grannaxiu ou rio San Crispo qui naît dans collines près de Mogorella, se jette dans le Tirso près de Simaxis.

## Sources
- (it) Cet article est partiellement ou en totalité issu de l’article de Wikipédia en italien intitulé « Tirso » (voir la liste des auteurs).